# Erynie

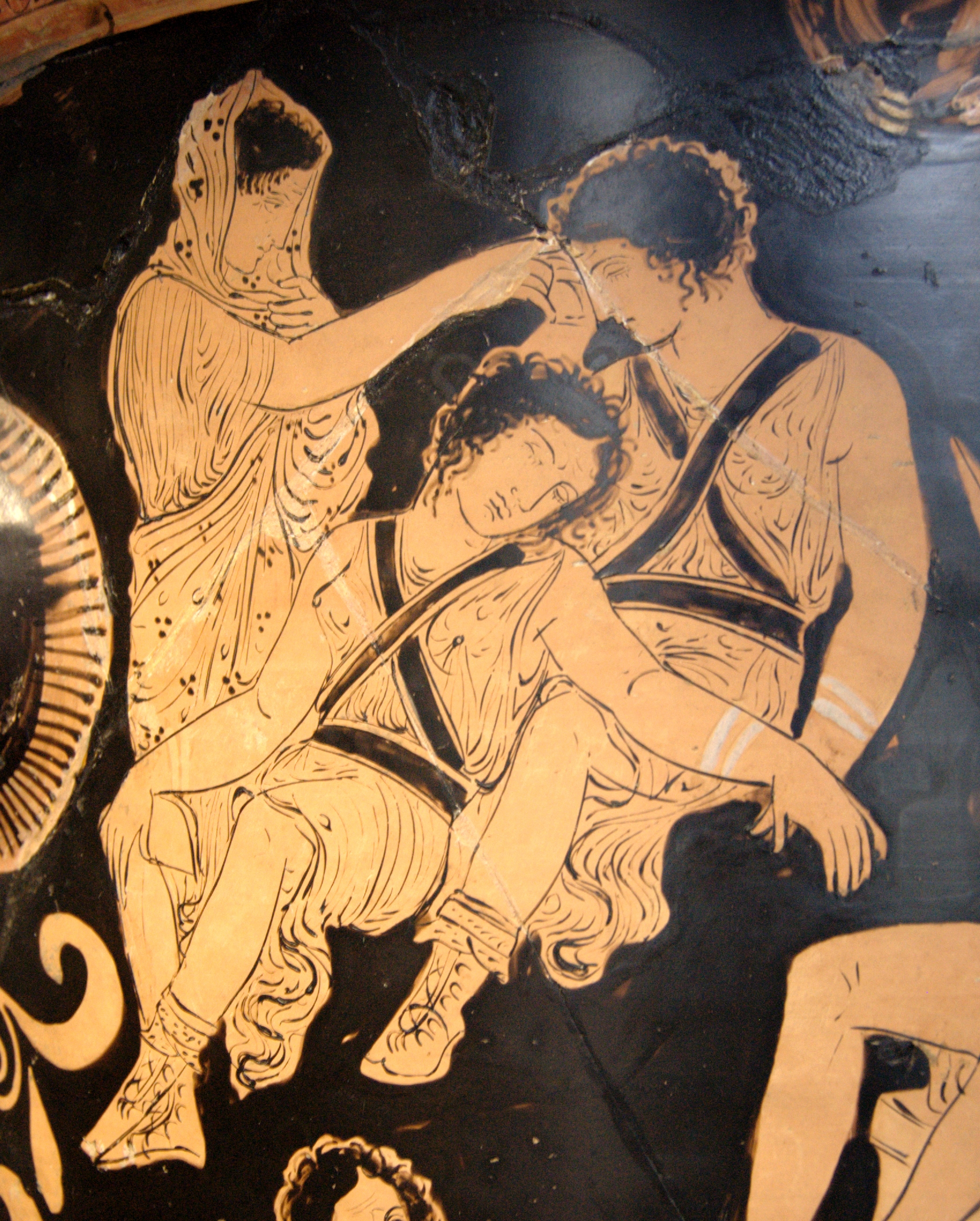
Klitajmestra budząca erynie, fragment greckiego malowidła wazowego w stylu czerwonofigurowym na kraterze z IV w. p.n.e., Luwr, Paryż

Erynie (także Eumenidy; gr. Ἐρινύες Erinýes, gr. Εὐμενίδες Eumenídes, „życzliwe”, łac. Furiae, Dirae) – w mitologii greckiej boginie i uosobienia zemsty (kary, gniewu) za wszelką nieprawość oraz wyrzutów sumienia.
Należały do najstarszych bóstw panteonu greckiego. Zrodziły się ze spadłej na Gaję (Ziemia) krwi wykastrowanego Uranosa (Niebo). Zamieszkiwały Ereb (Ciemności Podziemia). Ich rzymskimi odpowiedniczkami były furie. Ponieważ nie należało wymieniać ich imion, nazywano je również Eumenides („Łaskawymi”), Semnaj („Czcigodnymi”) lub Araj („Klątwami”).
W sztuce starożytnej Grecji najczęściej przedstawiano je jako uskrzydlone staruchy z wężami zamiast włosów i przekrwionymi oczami. W rękach trzymały pochodnie lub żmije, bądź też bicze nabijane ćwiekami z brązu.
Były trzy erynie:
- Alekto – (gr. Ἀληκτώ Alēktṓ) – niestrudzona
- Tyzyfone – (gr. Τισιφόνη Tisiphónē) – mścicielka, wymierzająca karę (szczególnie prześladowała zabójców)
- Megajra – (gr. Μέγαιρα Mégaira) – wroga, zawistna

Zadaniem erynii było wysłuchiwanie skarg wnoszonych przez śmiertelników na młodzież obrażającą starszych, na dzieci odnoszące się źle do rodziców, na niegościnnych gospodarzy, na właścicieli domów i radnych miejskich, którzy niewłaściwie odnosili się do petentów, przede wszystkim jednak na zabójców.  Stanowiły one personifikacje wyrzutów sumienia po złamaniu tabu – początkowo tylko tabu obrazy, nieposłuszeństwa albo przemocy stosowanej wobec matki.
Według Ajschylosa Orestes ścigany przez erynie za matkobójstwo decyduje się poddać sądowi Pallas Ateny, która uwalnia go od winy, a erynie ustają w pogoni za nim otrzymując przydomek „Łaskawych” (eumenid) – bóstw opiekuńczych Ateńczyków.